# 阿布哈茲—吐瓦魯關係
阿布哈茲與吐瓦魯關係是阿布哈茲和吐瓦魯的雙邊關係。吐瓦魯於2011年9月18日承認阿布哈茲。2014年3月31日，吐瓦魯與格鲁吉亚建交後撤銷對阿布哈茲的承認，兩國斷交。

## 歷史
2011年9月18日，阿布哈茲總理賽吉·桑巴和吐瓦魯總理威利·特拉維在蘇呼米舉行了簽署建立外交關係的聯合聲明。
2011年9月18日，吐瓦魯與阿布哈茲正式建交。然而，熟悉外交事務的尤里斯·古爾比斯（Juris Gulbis）曾指出，阿布哈茲僅能仰賴莫斯科的外交金援，無法提供盟友吐瓦魯後續的資金需求。2013年4月，吐瓦魯有意追隨萬那杜結束對阿布哈茲的外交支持。吐瓦魯官員還聯繫他，喬治亞提供250000美元作為交換代價：
|  | 喬治亞提供25萬美元，阿布哈茲可以勝過這筆金額嗎？ |

|  | 〔阿布哈茲〕甚至沒有錢整修外交部的廁所，更別提說給幾百萬美元了。 |

2013年，吐瓦魯政府換屆。新總理埃內爾·索本嘉上任之後與喬治亞開始積極的交涉。
2014年3月31日，吐瓦魯和喬治亞的雙方代表在第比利斯簽署建交協議。協議還強調吐瓦魯承認喬治亞以及其國際公認的邊界內，喬治亞擁有阿布哈茲和南奧塞梯地區。重申其對喬治亞主權與領土完整的支持，以及對國際法原則的尊重。吐瓦魯因此撤銷2011年對阿布哈茲的承認。